# 达州轨道交通
达州轨道交通是四川省达州市规划的城市轨道交通系统。该系统共规划有5条线路，近期建设2条，采用轻轨或有轨电车制式，线路主要以高架和地面为主。目前该规划仍处于可行性研究阶段。

## 线路

### 1号线推荐方案

#### 走向
朝阳西路-金龙大道-凤凰大道-朝阳东路-通川北路-东环路

#### 长度与设站
全长9.07km，其高架线4.83km，地面线4.24km。共设车站16座，平均站间距570米。其中地面站7座，高架站9座。

### 2号线推荐方案

#### 走向
东环路-三里坪街-华蜀南路-华蜀北路-西环路-朝阳西路-金龙大道-金山路-阳平路

#### 长度与设站
线路全长11.10km。全线共设车站15座，平均站间距778m。其中地面站3座，高架站12座，有换乘站1座

### 1、2号线连接线
1号线好一新商贸城站-凤凰大道-朝阳东路-滨河中路-红旗大桥-廊桥步行梯-州河-通达西路-华蜀南路-2号线

### 停车场
在凤凰大桥南，州河东岸设置有轨电车停车场。